# Faouzi Ghoulam
Faouzi Ghoulam (en árabe: فوزي غلام; Saint-Priest-en-Jarez, Loira, Francia, 1 de febrero de 1991) es un futbolista argelino que juega como defensa.

## Trayectoria

### A. S. Saint-Étienne
Creció en la cantera del A. S. Saint-Étienne, debutando en el primer equipo el 1 de diciembre de 2010, en el partido de la Ligue 1 contra el Valenciennes F. C. Durante su primera temporada en los Verts totalizó 12 presencias; en la segunda se volvió titular, con 32 presencias.

### S. S. C. Napoli

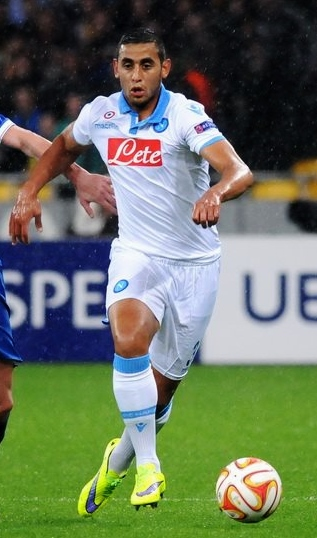
Jugando con el Napoli en 2015.

El 31 de enero de 2014 fichó por la S. S. C. Napoli italiano, con un contrato hasta el 30 de junio de 2018. Debutó en la Serie A el 2 de febrero, sustituyendo a Anthony Réveillère en el minuto 76. El 3 de mayo ganó su primer título con el Napoli, jugando como titular la final de Copa Italia ante la Fiorentina. El 22 de diciembre ganó, otra vez jugando como titular, la Supercopa de Italia contra la Juventus de Turín, anotando el segundo lanzamiento en la tanda de penaltis.
El 19 de agosto de 2017, en la fecha 1 de la liga, marcó su primer gol con la camiseta napolitana, en ocasión de su centésimo partido en la Serie A, en el partido de visitante contra el Hellas Verona. El 23 de septiembre anotó su segundo tanto ante el SPAL de Ferrara. El 1 de noviembre siguiente, en el partido de Champions League ante el Manchester City, sufrió una dura lesión en el ligamento cruzado anterior de la rodilla derecha, por el que tuvo que estar de baja durante trece meses.
El 17 de junio de 2020 ganó su segunda Copa Italia con el Napoli, en la victoriosa final ante la Juventus de Turín.
El 7 de marzo de 2021, durante el partido que el Napoli ganó por 3-1 al Bologna F. C. 1909, se rompió otra vez el ligamento cruzado, esta vez en la rodilla izquierda.
El 11 de mayo de 2022 anunció su adiós al equipo napolitano tras ocho años.

### Angers S. C. O.
El 31 de enero de 2023 regresó a Francia, firmando con el Angers S. C. O. un contrato hasta final de temporada. Quedó libre cuando esta finalizó y en agosto fichó por el Hatayspor.

## Selección nacional
Disputó dos partidos con la sub-21 de la selección francesa. A la hora de dar el paso a la absoluta, optó por jugar en la selección argelina, debutando el 26 de marzo de 2013 ante Benín, en un partido válido por la clasificación para la Copa Mundial de Fútbol de 2014.
El 2 de junio de 2014 fue incluido en la lista final de 23 jugadores que representarían a Argelia en la Copa Mundial de Fútbol de 2014.

### Participaciones en Copas del Mundo
| Mundial                        | Sede   | Resultado        |
| ------------------------------ | ------ | ---------------- |
| Copa Mundial de Fútbol de 2014 | Brasil | Octavos de final |

## Estadísticas

### Clubes
Actualizado al último partido disputado el 5 de mayo de 2024.
| Club                        | Div.          | Temporada     | Liga  | Liga  | Copas nacionales | Copas nacionales | Copas internacionales | Copas internacionales | Total | Total |
| Club                        | Div.          | Temporada     | Part. | Goles | Part.            | Goles            | Part.                 | Goles                 | Part. | Goles |
| --------------------------- | ------------- | ------------- | ----- | ----- | ---------------- | ---------------- | --------------------- | --------------------- | ----- | ----- |
| AS Saint-Étienne II Francia | 4.ª           | 2010-11       | 18    | 2     | —                | —                | —                     | —                     | 18    | 2     |
| AS Saint-Étienne II Francia | 4.ª           | 2011-12       | 0     | 0     | —                | —                | —                     | —                     | 0     | 0     |
| AS Saint-Étienne II Francia | 4.ª           | 2012-13       | 1     | 0     | —                | —                | —                     | —                     | 1     | 0     |
| AS Saint-Étienne II Francia | 5.ª           | 2013-14       | 1     | 0     | —                | —                | —                     | —                     | 1     | 0     |
| AS Saint-Étienne II Francia | Total club    | Total club    | 20    | 2     | 0                | 0                | 0                     | 0                     | 20    | 2     |
| A. S. Saint-Étienne Francia | 1.ª           | 2010-11       | 12    | 0     | 1                | 0                | —                     | —                     | 13    | 0     |
| A. S. Saint-Étienne Francia | 1.ª           | 2011-12       | 32    | 0     | 2                | 0                | —                     | —                     | 34    | 0     |
| A. S. Saint-Étienne Francia | 1.ª           | 2012-13       | 26    | 0     | 5                | 0                | —                     | —                     | 31    | 0     |
| A. S. Saint-Étienne Francia | 1.ª           | 2013-14       | 17    | 1     | 2                | 0                | —                     | —                     | 19    | 1     |
| A. S. Saint-Étienne Francia | Total club    | Total club    | 87    | 1     | 10               | 0                | 0                     | 0                     | 97    | 1     |
| S. S. C. Napoli · Italia    | 1.ª           | 2013-14       | 15    | 0     | 3                | 0                | 3                     | 0                     | 21    | 0     |
| S. S. C. Napoli · Italia    | 1.ª           | 2014-15       | 21    | 0     | 4                | 0                | 14                    | 0                     | 39    | 0     |
| S. S. C. Napoli · Italia    | 1.ª           | 2015-16       | 34    | 0     | 0                | 0                | 4                     | 0                     | 38    | 0     |
| S. S. C. Napoli · Italia    | 1.ª           | 2016-17       | 29    | 0     | 1                | 0                | 8                     | 0                     | 38    | 0     |
| S. S. C. Napoli · Italia    | 1.ª           | 2017-18       | 11    | 2     | 0                | 0                | 6                     | 0                     | 17    | 2     |
| S. S. C. Napoli · Italia    | 1.ª           | 2018-19       | 16    | 1     | 1                | 0                | 4                     | 0                     | 21    | 1     |
| S. S. C. Napoli · Italia    | 1.ª           | 2019-20       | 9     | 0     | 0                | 0                | 0                     | 0                     | 9     | 0     |
| S. S. C. Napoli · Italia    | 1.ª           | 2020-21       | 11    | 0     | 1                | 0                | 5                     | 0                     | 17    | 0     |
| S. S. C. Napoli · Italia    | 1.ª           | 2021-22       | 14    | 0     | 1                | 0                | 1                     | 0                     | 16    | 0     |
| S. S. C. Napoli · Italia    | Total club    | Total club    | 160   | 3     | 11               | 0                | 45                    | 0                     | 216   | 3     |
| Angers SCFrancia            | 1.a           | 2023          | 7     | 0     | 1                | 0                | 0                     | 0                     | 8     | 0     |
| Angers SCFrancia            | Total club    | Total club    | 7     | 0     | 1                | 0                | 0                     | 0                     | 8     | 0     |
| HataysporTurquía            | 1.a           | 2023-24       | 21    | 1     | 3                | 0                | 0                     | 0                     | 24    | 1     |
| HataysporTurquía            | Total club    | Total club    | 21    | 1     | 3                | 0                | 0                     | 0                     | 24    | 1     |
| Total carrera               | Total carrera | Total carrera | 295   | 7     | 25               | 0                | 45                    | 0                     | 365   | 7     |

## Palmarés

### Títulos nacionales
| Título                     | Club                | País    | Año  |
| -------------------------- | ------------------- | ------- | ---- |
| Copa de la Liga de Francia | A. S. Saint-Étienne | Francia | 2013 |
| Copa Italia                | S. S. C. Napoli     | Italia  | 2014 |
| Supercopa de Italia        | S. S. C. Napoli     | Italia  | 2014 |
| Copa Italia                | S. S. C. Napoli     | Italia  | 2020 |